# Hilara lapponica
Hilara lapponica är en tvåvingeart som beskrevs av Chvala 2002. Hilara lapponica ingår i släktet Hilara och familjen dansflugor.
Artens utbredningsområde är Finland. Arten är reproducerande i Sverige. Inga underarter finns listade i Catalogue of Life.